# Фасихуддин, Кари
Кари Фасихуддин (дари и пушту قاري فصیح الدین‎, пушту [qɑri fasɪhʊdin]), также известный как Покоритель Панджшера (пушту فاتح پنجشیر‎ [qɑˈri pand͡ʒˈʃɪr], «Победитель пяти львов») — афганский военачальник, высокопоставленный член «Талибана», который в настоящее время является начальником Генерального штаба армии Исламского Эмирата Афганистан.

## Ранние годы
Кари Фасихуддин родился в провинции Бадахшан. Он принадлежит к таджикской этнической группе.

## Боевая карьера
В 2015 году бывшее Министерство внутренних дел Исламской Республики Афганистан ложно заявило, что Кари Фасихуддин был убит вместе с его 40 соратниками, но это утверждение оказалось пропагандой. 6 сентября 2021 года Фасихуддин возглавил силы Талибана в нападении на ополчения ФНС в провинции Панджшер.